# Juan Sáenz-Díez
Juan Sáenz-Díez García (Santiago de Compostela, 1904-Madrid, 12 de octubre de 1990) fue un empresario y político carlista español. 

## Biografía

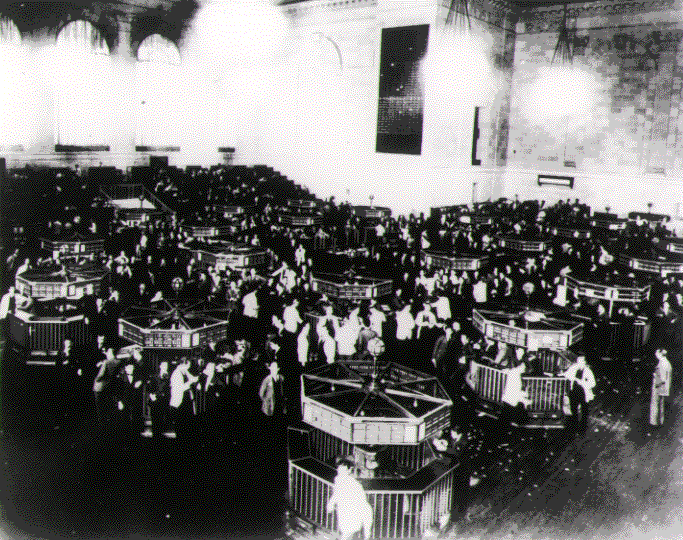
Fotografía de la Bolsa de Nueva York en 1930, tras el Crac del 29.

La familia de Juan Sáenz-Díez García era propietaria del Banco Simeón, del que ocuparía pronto un puesto directivo. A finales de la década de 1920, Sáenz-Díez vivió algún tiempo en Estados Unidos, donde asistió al Crac de la Bolsa de 1929, que le afectó a él y a su familia con la pérdida de un millón de dólares. No obstante, en Estados Unidos pudo conocer también el funcionamiento de la prensa norteamericana y de este modo concibió la idea de fundar un periódico en España.
En Padrón (La Coruña) participó en el año 1929 en la fundación de Iría S.A., empresa dedicada a la fabricación de bombillas. Posteriormente, en 1936 fue nombrado presidente de Coloniales Sáenz-Diez S.A., sociedad dedicada a artículos coloniales y ultramarinos a la que estuvo al cargo hasta su disolución en 1965.
Militante tradicionalista, durante la guerra civil española Juan Sáenz-Díez formó parte de la Junta Nacional Carlista de Guerra, siendo su delegado de Intendencia. Como tal, en febrero de 1937 participó en la asamblea carlista de Portugal que, ante la creciente relegación del carlismo por los militares insurrectos, acordó que era necesario «afirmar nuestra personalidad ante el Poder Público, con todo nuestro contenido y con el acuerdo de que así hemos venido a la campaña». La asamblea acordó asimismo hacérselo presente al general Franco, con el fin de defender la causa y los principios tradicionalistas dentro del bando sublevado «contra todo atropello e injusticia».
A finales de 1936 Sáenz-Díez adquirió El Correo Gallego, que en 1938 se unió con El Eco de Santiago, y posteriormente trasladaría su sede de Ferrol a Santiago de Compostela, tras fundar Editorial Compostela, S.A. El periodista José Goñi Aizpurúa, carlista como él y una personalidad de la información española de la época, sería nombrado director del diario. Sáenz-Díez realizó las principales aportaciones del periódico en maquinaria, proporcionando máquinas de imprenta, tres linotipias, taller de estereotipia, rotativa, etc. Juan Sáenz-Díez fue también propietario del diario La Noche, que en 1967 se fusionaría con El Correo Gallego para crear un único diario vespertino.
Tras la victoria franquista, Sáenz-Díez fue uno de los firmantes de la Manifestación de los Ideales Tradicionalistas, que reclamaba la instauración de la monarquía tradicional. Después formó parte de la Junta Auxiliar del tradicionalismo junta otras importantes personalidades carlistas como Joaquín Baleztena o  el marqués de Mendiri.[cita requerida] Esta organización se constituyó como sustituta de la Junta de Guerra, fiel al jefe delegado Fal Conde y contraria al Decreto de Unificación, que en 1942 llegó a calificar al régimen franquista de «intruso y usurpador», acusándolo de haber «llevado el desgobierno y el malestar a todos los órdenes de la Administración pública y de la vida nacional». Coincidiendo con el declive del fascismo en Europa, la Junta reivindicaba la autoría del llamado Alzamiento Nacional frente un régimen —decían— que, «contra toda razón y todo derecho, se ha impuesto bastardeando y contrariando los móviles que llevaron a derramar su sangre y a sufrir sacrificios de toda clase a tantos y tantos españoles». El verano de 1943 Sáenz-Díez fue uno de los firmantes del manifiesto carlista Reclamación de poder, que reclamaba la restauración de la monarquía tradicional y fue entregado por el General Vigón a Franco, quien haría caso omiso del documento.
Sáenz-Díez fue cofundador en 1951 de Acción Social Patronal, organización sindical católica ajena al Sindicato Vertical y predecesora de Acción Social Empresarial. 
En 1953 compró a título personal el diario madrileño Informaciones, aunque lo puso a disposición de la Comunión Tradicionalista. Tras la adquisición, según Manuel de Santa Cruz, «el periódico —sin ser portavoz oficial de la Comunión Tradicionalista— defendía y propugnaba en la medida legalmente posible las orientaciones carlistas». Sáenz-Díez sería secretario de su Consejo de Administración.
Después del cese de Manuel Fal Conde como jefe delegado de la Comunión Tradicionalista en 1955, Sáenz-Díez fue nombrado por Javier de Borbón Parma  miembro de la nueva Secretaría Nacional de la Comunión junto con José María Valiente, José Luis Zamanillo e Ignacio Hernando de Larramendi. Tras dimitir a mediados de diciembre de 1960 José Puig Pellicer como Jefe Regional de Cataluña, Juan Sáenz-Díez le sucedió en el cargo con carácter de Delegado Regio. En una Junta Regional celebrada en septiembre de 1961, constató la desorganización, abandono y profunda división de la Cataluña carlista, así como la invasión de las Agrupaciones de Estudiantes Tradicionalistas por «elementos procedentes del socialismo y del separatismo catalán». Sáenz-Díez estuvo también al frente de la comisión económica de la Comunión Tradicionalista hasta ser destituido en el cargo en 1963 por Don Javier, tras oponerse, junto con otros dirigentes carlistas, a la nueva estrategia de la secretaría del príncipe Carlos Hugo.

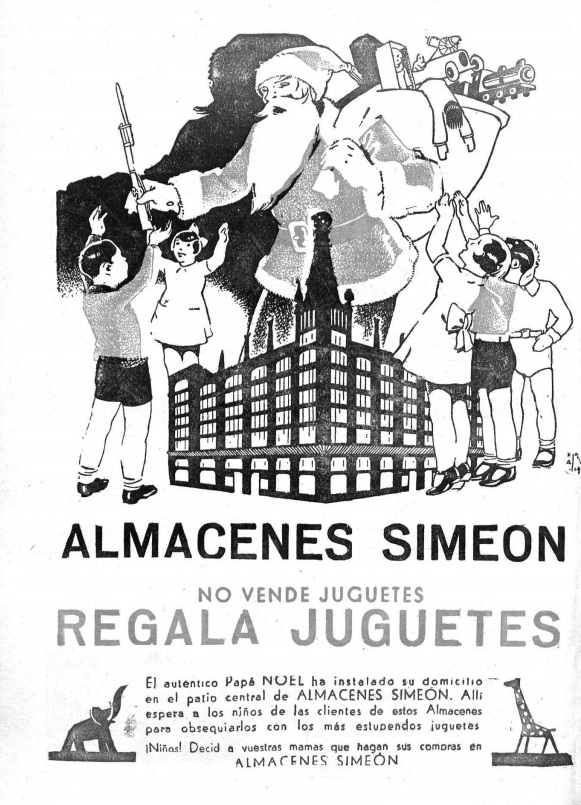
Anuncio de los Almacenes Simeón en El Siglo Futuro (1935)

Juan Sáenz-Díez fue nombrado presidente del Banco Simeón en 1965. Cedió después el cargo, aunque permanecería en la junta directiva. En 1966 pasaría a dirigir la empresa Almacenes Simeón y en 1968 fue vicepresidente de Federación Financiera, también del grupo Simeón.
Como parte de la política colaboracionista del carlismo en aquellos años, en 1967 se presentó sin éxito en La Coruña como candidato a procurador en Cortes en representación del tercio familiar, con una campaña que pedía el voto con el eslogan: «Vota a Juan Sáenz-Díez: Portavoz en Cortes de la Economía gallega. Defensor en ellas de los valores permanentes de la Patria. Servidor siempre de los principios espirituales».
Además de su labor política y empresarial, Sáenz-Díez fue uno de los redactores de la revista Misión, en la que también escribían otros escritores carlistas como Juan Peña Ibáñez, Máximo Palomar, Fernando Polo, Rafael Gambra, Francisco Elías de Tejada, Agustín González de Amezúa y Manuel Senante.
Tras la expulsión de la familia Borbón Parma en 1968 por parte del gobierno, Sáenz-Díez manifestó su desacuerdo con la medida, así como con la designación de Juan Carlos de Borbón como sucesor de Franco a título de rey. En una carta de diez folios escrita a Laureano López Rodó, fechada en 2 de mayo de 1969, afirmaba que Don Javier de Borbón Parma se había sumado, aún antes de su inicio, al Alzamiento del 18 de julio y ello le legitimaba para aspirar a la Corona.

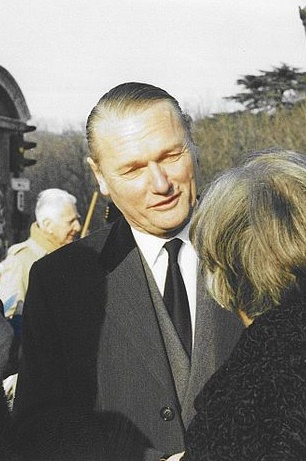
Sixto Enrique de Borbón

Al producirse la división en el seno del carlismo a raíz de la expulsión de la familia Borbón Parma y los llamados Congresos del Pueblo Carlista (1970-1972), se le propuso en 1971 formar parte de la Hermandad de Antiguos Combatientes de Tercios de Requeté, organización opuesta a los Borbón-Parma, pero rehusó. No obstante, en 1972 escribió una carta a Don Javier, repudiando el programa revolucionario del recién creado Partido Carlista que lideraba el príncipe Carlos Hugo y afirmando que «no cabe un carlismo socialista, ni un carlismo arreligioso ni un carlismo contrario al 18 de julio». Sin embargo, en la misiva dejaba constancia de su lealtad a Don Javier, a quien consideraba ajeno a esa deriva y a los textos que se hacían circular en su nombre.
En 1975 fue uno de los firmantes de unas cartas a modo de ultimátum dirigidas a Don Javier y después a Carlos Hugo, en quien el pretendiente acababa de abdicar. Al no recibir respuesta, participó en la reorganización de la Comunión Tradicionalista (1975) bajo el liderazgo de Sixto Enrique de Borbón Parma, hermano menor de Carlos Hugo, que se oponía a los cambios ideológicos del nuevo Partido Carlista. Don Sixto nombró a Sáenz-Díez jefe delegado de la organización. Como tal, fue uno de los firmantes que la legalizaron como partido político en 1977 junto con Antonio María de Oriol, José Luis Zamanillo y José Arturo Márquez de Prado. En 1975 formó parte también de la directiva de la Hermandad Nacional de Antiguos Combatientes de Requetés presidida por el general Luis Ruiz Hernández, con el cargo de tesorero.
Como nuevo dirigente tradicionalista, Juan Sáenz-Díez fue colaborador del histórico periódico carlista El Pensamiento Navarro. En él publicó el 7 de enero de 1978 un artículo titulado Con escarnio para el pueblo navarro, en el que criticaba la decisión del Consejo de Ministros de aceptar un texto "preautonómico" para las tres provincias vascas y Navarra, afirmando:

Navarra y sus instituciones tienen un noble y continuado historial. Navarra ha venido conservando Fueros propios a lo largo de su historia, si bien recortados en la Ley Paccionada de 1841. Pero aún después de esta última fecha ha mantenido su propia personalidad, aunque no independiente o separatista. Esta personalidad navarra está representada por su Diputación Foral.

Durante la Transición, los tradicionalistas sixtinos se aliaron con Fuerza Nueva y la Falange en la coalición Unión Nacional, obteniendo en las elecciones generales de 1979 un escaño por Madrid que ocupó Blas Piñar. En el marco de esta alianza, el 23 de noviembre de 1980 Sáenz-Díez fue uno de los oradores en la Plaza de Oriente de Madrid, actuando en representación de la Comunión Tradicionalista con motivo de la concentración organizada por la Confederación Nacional de Combatientes bajo el lema «Por la unidad de España y la esperanza en su futuro», que según los organizadores y la agencia EFE llegó a congregar a un millón de personas. En 1984 Sáenz-Díez fue sustituido como jefe delegado de la Comunión Tradicionalista por Carlos Cort y Pérez Caballero.

## Familia
Juan Sáenz-Díez era nieto de Simeón García de Olalla y de la Riva (1823-1889), fundador del Banco Simeón, y de su esposa Juana Blanco Navarrete. Sus padres fueron Acisclo Sáenz-Díez de la Riva (†1905), comerciante fundador del Círculo Mercantil de Santiago y presidente de la Sociedad de Gas y Electricidad de Santiago, e Isabel García Blanco (1873-1956). Juan Sáenz-Díez se casó con María de las Mercedes Gándara García (†1978), con quien tuvo ocho hijos: Juan Ignacio, Fernando, Mercedes, Javier, Ramón, Carmen, José Luis e Isabel.
Dos de sus hijos se dedicaron a la vida religiosa; uno de ellos, Fernando Sáenz-Díez de la Gándara (†2013) fue hermano jesuita,
mientras que José Luis Sáenz-Díez de la Gándara es sacerdote párroco de San Pedro Apóstol en Carabanchel. Su hermana Carmen Sáenz-Díez de la Gándara (†2011) fue presidenta de PROVIDA Lugo. Otro de sus hijos, Javier Sáenz-Díez de la Gándara, era abogado y dibujante.
Una de sus sobrinas, Fátima Santaló Sáenz-Díez, es religiosa del Sagrado Corazón. La hermana de Fátima, Mercedes Santaló Sáenz-Díez, ha sido campeona de España de lanzamiento de disco. Otro de sus nietos, Guillermo Alberdi Sáenz-Díez, es socio del periódico progresista infoLibre.
Dos de sus hermanas, Rosario e Isabel, fueron monjas. Su hermano Pedro Sáenz-Díez García se casó con María Isabel Trías Vidal-Ribas, perteneciente a la alta burguesía
catalana, falleciendo ambos en un accidente de tráfico en 1959. Una de las hijas del matrimonio es Margarita Sáenz-Díez Trías, periodista y analista política casada con Enric Sopena, que ha sido gran maestra de la Logia Simbólica Española de la masonería.